# Една Фербер
Една Фербер (енгл. Edna Ferber; Каламазу, 15. август 1885 — Каламазу, 16. април 1968) била је америчка књижевница и новинарка, најпознатија по својим романима у којима је са нескривеним саосећањем описивала живот америчких грађана на Средњем западу двадесетих и тридесетих година двадесетог века.
Рођена је као ћерка Џејкоба Фербера, јеврејског емигранта из Мађарске, и Џули Нојман. Започела је каријеру са седамнаест година пишући репортаже за новине Аплтон Дејли, да би потом почела да пише за Милвоки џурнал. Новинарством се углавном престала бавити након почетка списатељске каријере, иако је 1920. године као једна од првих жена-репортера пратила републиканску и демократску изборну конвенцију. У Њујорку је постала део књижевног круга Округли сто Алонквин, који је био састављен од њујоршких интелектуалаца познатих по духовитости и отровним опаскама.
Њени романи и приповетке најчешће имају за главну протагонисту снажну и предузимљиву жену, која је везана за земљу, и која проживљава унутрашњи конфликт између традиционалних и нових друштвених вредности. У њеним књигама се велики простор додељује пажљивом опису детаља из спољашњег света. За роман Толики (So big, 1924) освојила је Пулицерову награду за фикцију. Славу је стекла и романима: Пловеће позориште (Show Boat, 1926), Симарон (Cimarron, 1930), Див (Giant, 1952) и Ледена палата (Ice Palace, 1958). Заједно са Џорџом С. Кофманом написала је неколико успешних бродвејских драма, укључујући комаде Вечера у осам (Dinner at Eight, 1932) и Врата позорнице (Stage Door, 1936). Током живота уживала је велику популарност и код публике и код књижевне критике, али је након смрти њена слава почела да бледи. Велики број успешних филмова из Златног доба Холивуда су снимљени на основу њених дела.